# The Unwanted
Pour plus de détails, voir Fiche technique et Distribution.
The Unwanted est un thriller américain écrit et réalisé par Bret Wood (en), sorti en 2014. 
Le film s'inspire du roman Carmilla (1872) de Sheridan Le Fanu.

## Fiche technique
- Titre original : The Unwanted
- Réalisation : Bret Wood (en)
- Scénario : Bret Wood, Sheridan Le Fanu (roman)
- Production : Chris Burns, Christopher Mills, Missy Palmer
- Sociétés de production : Illustrated Films
- Société de distribution :
- Musique : Paul Mercer
- Pays d'origine :  États-Unis
- Langue originale : anglais
- Lieux de tournage : Atlanta, Géorgie, États-Unis
- Genre : drame, fantasy, horreur, thriller
- Durée : 95 minutes (1 h 35)
- Dates de sortie :
  -  États-Unis :
    - 31 mars 2014 au Festival du film d'Atlanta (en)
    - 14 juillet 2015

  -  Royaume-Uni : 3 mai 2014 (Dundead Film Festival)
  -  Irlande : 17 mai 2014 (Twisted Celluloid Film Festival)
  -  Pays-Bas : 8 octobre 2014
  -  Allemagne : 22 janvier 2014

## Distribution
- Christen Orr : Carmilla
- Hannah Fierman : Laura
- William Katt : Troy
- Lynn Talley : Karen
- Kylie Brown : Millarca
- Elizabeth Hunter : Laura jeune
- Chris Burns : Keith
- Neal Hazard : Dwight
- Jane Bass : l'employée
- Robert Hatch : le cuisinier
- Tracy Martin : le manager